# Alan Shore

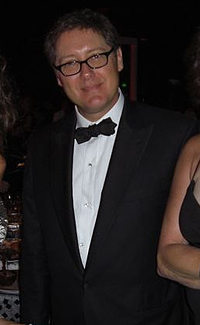
James Spader

Alan Shore es un personaje de ficción de la serie de televisión Boston Legal, interpretado por James Spader. El personaje apareció por primera vez en la temporada final (8.ª) de The Practice (El abogado), siendo luego uno de los protagonistas de Boston Legal. Spader ganó varios premios Emmy por su interpretación en ambas series.
Su elaborada ética profesional, está más allá de las obligaciones que impone la profesión de abogado, llegando incluso a cometer ilegalidades en nombre de sus propios valores, asunto que le lleva en muchas ocasiones a enfrentar al propio sistema legal, a sus compañeros y el riesgo de perder la profesión.

## Biografía
Alan nació en 1962 en Dedham (Massachusetts). Durante su niñez fue amigo de Paul Stewart, a quien conoció por vez primera en el jardín infantil, y de Paul Dougan, quien se ordenó sacerdote. Una de sus vecinas era Catherine Piper, su futura secretaria en Crane, Poole & Schmidt. Según uno de sus alegatos en un juicio, Alan tiene una hermana, aunque es posible que él la haya inventado para los propósitos de su alegato. También estuvo casado una vez, y su esposa murió. Una de sus exnovias trató de asesinarlo.
Se sabe que cohabitó con una persona enana por al menos 1 año. 
Se sabe que al principio tenía una casa grande con piscina, y cuartos de juego, tiempo después se mudó a vivir a un hotel y por último, adquirió un departamento en la ciudad donde vive solo y en ocasiones con Denny Crane.

## Anti-Corporaciones
Alan Shore ha litigado en varias ocasiones contra grandes Corporaciones, como tabacaleras, petroleras, farmacéuticas, industrias de alimentos, medios de comunicación, así como  contra el Gobierno de los Estados Unidos de América.
- Datos: Q2830592